# Минов, Леонид Григорьевич
Леони́д Григо́рьевич Минов (23 апреля 1898, Двинск, ныне Даугавпилс — 19 января 1978, Москва) — советский лётчик, планерист и парашютист, комбриг.
Пионер парашютизма в СССР. Мастер парашютного спорта СССР (1934, № 1), мастер советского планеризма (1934, № 1), заслуженный работник культуры РСФСР (1970).

## Биография
Учился в Двинском коммерческом училище.
В 1916 году Минов ушёл добровольцем на фронт. В Первую мировую войну служил в пехоте, в полковой разведке. В сентябре 1917 года вступил в РСДРП(б). Воевал в Гражданскую войну; с 1920 года — в авиации, участвовал в советско-польской войне в качестве летчика-наблюдателя 8-го авиаотряда, Западный фронт.
Окончил: школу лётчиков-наблюдателей в Москве (май 1920), военную школу лётчиков в Зарайске (1921), высшую школу военных лётчиков в Москве (1923).

### После Гражданской войны
После Гражданской войны Минов стал инструктором, а спустя 2 года — начальником лётной части 1-й Московской высшей школы красных военных лётчиков. Занимался изучением методики слепого полёта, в процессе чего были разработаны кабины для слепых полётов и тренажное кресло для наземных тренировок.
В 1925—1927 годах работал в торгпредстве СССР во Франции, где исполнял функции авиационного атташе. Минову удалось закупить по цене лома 4 тысячи морально устаревших (были выпущены в конце Первой мировой войны), но работоспособных авиамоторов французского производства «Рон», которые в СССР сразу были пущены на развитие советской авиации.

Заметки в «Буффало курьер экспресс» о командировке Л. Минова и призовом месте в соревнованиях, 11 июня 1930 года

На банкете французского аэроклуба в 1926 году Минов оказался за одним столом с французским летчиком де Мармье, воевавший в качестве добровольца на советско-польской войне. В 1920 году под Белостоком он не стал сбивать самолёт, из которого летнаб Минов обстрелял его из пулемёта, а погрозил кулаком и повернул назад. И. И. Шелест считает вероятным, что эта история, позже рассказанная Миновым в кругу деятелей искусств, натолкнула Александра Филимонова на идею сценария фильма «Крылья».
В 1928 году на совещании руководящего состава ВВС РККА Минов выступил за обеспечение всего лётного состава парашютами, после чего в 1929 году был командирован в США для ознакомления со спасательной службой в авиации в составе делегации Амторга. Изучал парашютное дело на заводе компании «Ирвин» в Буффало, где и совершил 13 июля 1929 года свой первый прыжок, а 14 июля — второй. Третий прыжок он выполнил на Калифорнийских соревнованиях парашютистов, где занял 3-е место, приземлившись в 35 метрах от центра круга; после этого он получил диплом парашютиста. Об этом писала американская пресса.
После возвращения из США Минов служил в Управлении ВВС РККА (1929—1933) и Управлении авиации Осоавиахима (1933—1940).
26 июля 1930 года во время сборов ВВС Московского военного округа на воронежском аэродроме выполнил показательный прыжок; вслед за ним свои первые прыжки выполнили ещё несколько лётчиков. Выслушав доклад о ходе сборов, командующий ВВС РККА Пётр Баранов предложил «продемонстрировать выброску группы вооружённых парашютистов для диверсионных действий на территории „противника“». 2 августа десант был выброшен в составе двух групп по 6 человек; одной руководил Минов, другой — его помощник Яков Мошковский. Этот день считается днём рождения Воздушно-десантных войск РККА.
10 августа 1934 года ЦС Осоавиахима СССР выпустил постановление о присвоении ведущим парашютистам почетного звания «Мастер парашютного спорта СССР». Удостоверение и значок № 1 были вручены Л. Г. Минову; вторым в списке был Я. Д. Мошковский.
Минов — автор ряда разработок в области планеризма, среди которых: катапульта для запуска планёров в воздух, системы автостарта для взлёта планёров. Он возглавлял планёрный клуб, был организатором 9-го, 10-го и 11-го Всесоюзных слётов планеристов в Коктебеле на базе Высшей лётно-планерной школы.

### В период сталинских репрессий
Большой террор не миновал руководство Осоавиахима. Были репрессированы и казнены председатель Центрального Совета Р. П. Эйдеман и его заместитель Г. П. Восканов, начальник управления авиации К. В. Третьяков, начальник Центрального Аэроклуба М. Дейч и множество других. В показаниях по этим делам фигурировало имя Минова, он был поставлен в разработку ГУГБ НКВД, которая была реализована через два года. 9 июля 1941 года был арестован и осужден по статье 58 сроком на 7 лет тюрьмы и семь лет ссылки. Отправлен сначала в пересыльный лагерь на Печоре, наказание отбывал в лагпункте Сыня в республике Коми, затем на спецэнергопоезде (мобильной электростанции) управления «Печоржелдорстрой», в системе Северного железнодорожного исправительно-трудового лагеря.

### После освобождения
После возвращения в 1955 году возглавил Федерацию авиационного спорта Москвы (руководил ею по 1970 год). 29 марта 1957 года восстановлен в звании полковника ВВС, правах на награды и ношение мундира.
Минов скончался 19 января 1978 года в госпитале им. Н. Н. Бурденко, похоронен на Кунцевском кладбище Москвы.

### Семья
- Жена — Анна Яковлевна Минова[4].

## Награды
- Орден Ленина (4.05.1935)
- Медаль «XX лет Рабоче-Крестьянской Красной Армии» (1938)
- Орден Красной Звезды (28.10.1967)

Звания
- Мастер парашютного спорта СССР (1934) — «первому организатору парашютизма СССР, в совершенстве овладевшему техникой прыжка, занявшему третье место на соревнованиях парашютистов в США в 1930 году», удостоверение и знак № 1[6]
- Мастер советского планеризма (1934) — «за выдающийся полёт на дальность (41 километр) с использованием облачного фронта и за руководство IX всесоюзным слётом планеристов, на котором было установлено 7 мировых и 5 всесоюзных рекордов»[7]
- Заслуженный работник культуры РСФСР (10.02.1970)

Международные награды
- Диплом Поля Тиссандье (1967)

## Память
- В 1979 году Центральным Комитетом ДОСААФ СССР были учреждены всесоюзные соревнования на Кубок памяти Л. Г. Минова на базе Даугавпилсского авиационно-технического спортивного клуба ДОСААФ СССР[8].
- В Воронеже 31 июля 2020 года в сквере имени К. Ф. Федяевского был открыт бюст Л. Г. Минова[9].

## Книги
- Минов Л. Опасно ли летать. — М.: «Молодая гвардия», 1931. — 31 с. — (Библиотечка «Смены»).
- Минов Л. Овладей парашютом: Краткая история парашютизма. — М.: «Молодая гвардия», 1934. — 48 с.
  - Минов Л. Путь парашюта: Краткая история парашютизма. — 3-е, исправленное и дополненное. — М.: «Молодая гвардия», 1936. — 92 с.
- Минов Л. Автостарт: Наставление по орг-ции и производству полетов на планёрах с автостарта.. — М.: ЦС Союза Осоавиахим СССР, 1937. — 62 с.